# 东水站
东水站位于广东省河源市和平县东水镇，曾是京九铁路的货运火车站，等级为四等站，距北京西站2,076公里，距常平站239公里，本站及相邻上下行区间均为电气化区段。车站建于1996年，后于2020年6月30日撤销。